# جو ماكبرايد (لاعب كرة قدم)
جو ماكبرايد (بالإنجليزية: Joe McBride)‏ هو لاعب كرة قدم بريطاني في مركز الوسط، ولد في 7 أغسطس 1960 في غلاسكو في المملكة المتحدة. شارك مع منتخب اسكتلندا تحت 21 سنة لكرة القدم. أما مع النوادي، فقد لعب مع أولدهام أثلتيك ونادي ألبيون روفرز ونادي إيست فيف ونادي إيفرتون ونادي دندي ونادي روذرهام يونايتد ونادي ليفينغستون ونادي هيبرنيان وهاميلتون أكاديميكال.